# Larsenianthus
Genre
Classification APG III (2009)
Larsenianthus est un genre de quatre espèces de plantes herbacées de la famille des Zingiberaceae qui poussent de l'Himalaya oriental à la Birmanie (Myanmar).
La première description du genre Larsenianthus a été faite en 2010 par une équipe de six chercheurs, W. John Kress, John D. Mood, Mamiyil Sabu, Linda M. Prince, Santanu Dey et E. Sanoj, décrivant les quatre espèces, dans une publication intitulée Larsenianthus, a new Asian genus of Gingers (Zingiberaceae) with four species.

## Liste d'espèces
Selon World Checklist of Selected Plant Families (WCSP) (19 sept 2011) et NCBI (19 sept 2011) :
- Larsenianthus arunachalensis M.Sabu, Sanoj & Rajesh Kumar, (2010). Arunachal Pradesh
- Larsenianthus assamensis S.Dey, Mood & S.Choudhury, (2010). Assam
- Larsenianthus careyanus (Benth.) W.J.Kress & Mood,  (2010). Himalaya Est à Birmanie (Myanmar)
- Larsenianthus wardianus W.J.Kress, Thet Htun & Bordelon,  (2010). Birmanie (Myanmar)

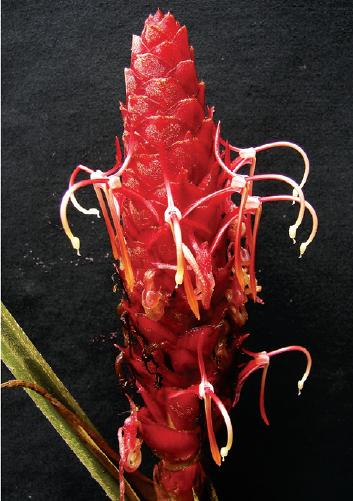
Larsenianthus arunachalensis
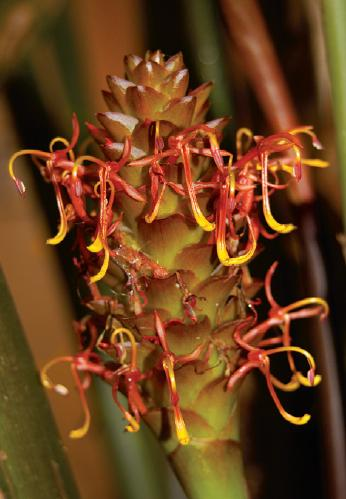
Larsenianthus wardianus
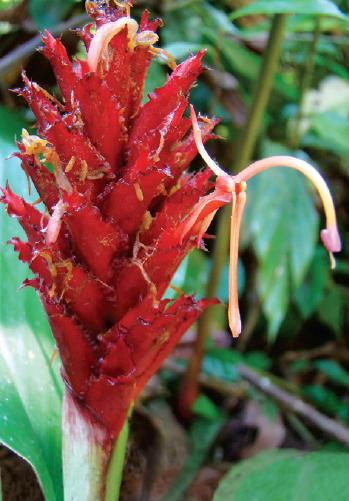
Larsenianthus assamensis